# Gärdestjärnen
Gärdestjärnen är en sjö i Vilhelmina kommun i Lappland och ingår i Ångermanälvens huvudavrinningsområde. Sjön har en area på 0,0593 kvadratkilometer och ligger 619,3 meter över havet. Gärdestjärnen ligger i Njakafjäll Natura 2000-område.

## Delavrinningsområde
Gärdestjärnen ingår i det delavrinningsområde (720528-149212) som SMHI kallar för Utloppet av Gärdestjärnen. Medelhöjden är 681 meter över havet och ytan är 0,98 kvadratkilometer. Det finns inga avrinningsområden uppströms utan avrinningsområdet är högsta punkten. Vattendraget som avvattnar avrinningsområdet har biflödesordning 5, vilket innebär att vattnet flödar genom totalt 5 vattendrag innan det når havet efter 357 kilometer. Avrinningsområdet består mestadels av skog (71 procent) och kalfjäll (21 procent). Avrinningsområdet har 0,06 kvadratkilometer vattenytor vilket ger det en sjöprocent på 6 procent.